# Luigi Vittorio Bertarelli
Luigi Vittorio Bertarelli (* 21. Juni 1859 in Mailand; † 19. Januar 1926 ebenda) war ein italienischer Geograph, Publizist, Höhlenforscher und Pionier des Fahrradtourismus.

## Herkunft
Seine Eltern waren Pier Giuseppe Bertarelli und Carolina Nessi. Sein jüngerer Bruder war der Bibliophile, Kunstsammler, Mäzen und Publizist Achille Bertarelli (1863–1938). Nach dem Tod seines Vaters brach er sein Studium ab und übernahm das väterliche Geschäft, eine  Kerzenmanufaktur. Diese wurde 1884 durch einen Brand zerstört, aber bald wieder in Betrieb genommen und zu einer Firma zur Herstellung sakraler Gegenstände und Einrichtungen umgewandelt. Dies war aber nicht seine Leidenschaft.

## Leben
Bertorelli war ein begeisterter Sportsmann, gewann mehrere Straßenläufe, erwarb sich auch als Alpinist einen Ruf, war aber insbesondere ein passionierter Radfahrer. Er war Mitarbeiter der Zeitschrift La Bicicletta und am 7. November 1894 Mitglied der Gründungsversammlung des Touring Club Ciclistico Italiano (Italienischer Fahrradtourismus Club), der im Jahre 1900 in Touring Club Italiano (T.C.I.) (Italienischer Touring Club) umbenannt wurde, und – gemeinsam mit Federico Johnson – des Komitees, das die Statuten des Verbands ausarbeitete. Anfangs leitete er die Rubrik Straße für die vom Verband herausgegebene Monatszeitschrift Rivista mensile del Touring. Die nahezu völlig von ihm selbst verfasste und 1895 erschienene Guida delle grandi comunicazioni stradali wurde ein großer Erfolg, übertroffen bereits 1896 von einer erweiterten dreibändigen Ausgabe. Neben Entfernungen enthielt der Touringführer Höhenprofile für rund 30.000 Straßenkilometer sowie Informationen zu den von den Routen berührten Orten. Danach veröffentlichte der T.C.I. unter Bertarellis Federführung und mit tatkräftiger Unterstützung durch Arture Mercanti, Generalsekretär des T.C.I. von 1906 bis 1915, elf regionale Reiseführer und eine Sammlung von 59 Karten Italiens im Maßstab 1:250.000. Schließlich initiierte er – seit 1906 Vizepräsident des T.C.I. – im Jahre 1912 die Ausfertigung der großen Guida d’Italia in 20 Bänden, von denen der erste 1914 veröffentlicht wurde und die Hälfte bei seinem Tod im Jahre 1926 erschienen waren. Da er sich sicher war, dass der T.C.I. einen entscheidenden Beitrag zur Entwicklung der Kartographie liefern konnte, mobilisierte er die nötigen Geldgeber und Kollaborateure, um den Grande Atlante Internazionale zu produzieren. Daneben veröffentlichte Bertarelli von 1895 bis 1925 allein im Journal des T.C.I. insgesamt 335 Artikel und zahllose Notizen.
Seine letzte große Arbeit, geschrieben in Zusammenarbeit mit Eugenio Boegan (1875–1939) von der Società Alpina delle Giulie, war eine Bestandsaufnahme der Karsthöhlen in Julisch Venetien mit dem Titel Duemila grotte, die posthum 1926 veröffentlicht wurde und 1986 in überarbeiteter Neuauflage erschien. Bereits im Jahre 1900 hatte er als Höhlenforscher Aufmerksamkeit erregt, als er mit zwei Freunden, Luigi Tadini und Gigi Orrigoni, erstmals die Grotta Remeron bei Varese erkundete, wenn auch nur bis zum ersten unterirdischen See, der heute nach ihm „Lago Bertarelli“ benannt ist.
Im Jahre 1919 wurde er Präsident des T.C.I., dessen Mitgliedschaft von 784 Mitgliedern im Gründungsjahr 1894 auf 5.520 im Jahr 1906 und 11.542 im Jahr 1907 anwuchs, 1912 bereits mehr als 100.000 zählte und 1925 rund 360.000 umfasste.
Bertarelli war von 1899 bis 1913 Mitglied des Stadtrats von Mailand, legte dieses Amt jedoch nieder, da ihn seine Tätigkeiten im T.C.I. vollständig beanspruchten.

## Ehrungen

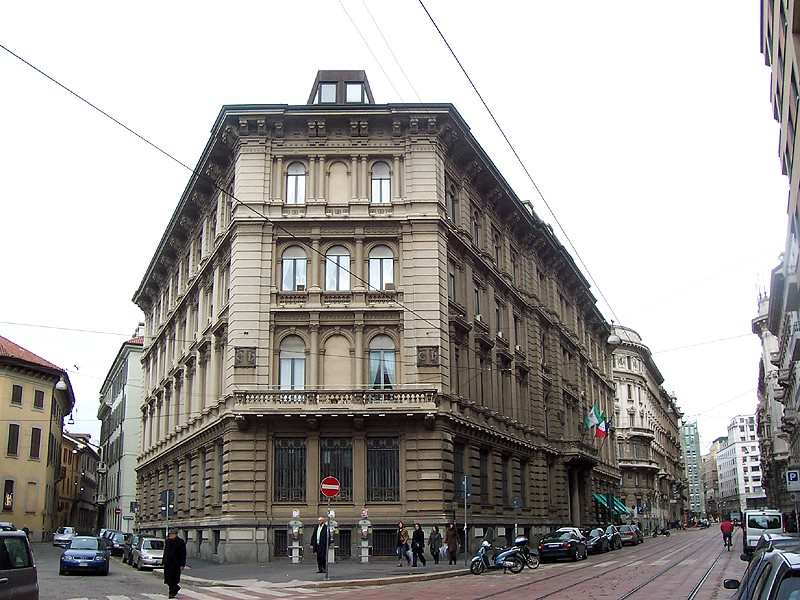
Palazzo Bertarelli in Mailand, Sitz des Touring Club Italiano

Unter den vielfachen Ehrungen Bertarellis ragt der 1914–1915 von Achille Binda errichteten Palazzo Bertarelli in Mailand hervor, Sitz des Touring Club Italiano. In Mailand ist ein Platz, in Rom eine Straße nach ihm benannt, und in Mailand besteht das Istituto Professionale per i Servizi Commerciali e Turistici Luigi Vittorio Bertarelli.